# Опционное соглашение по Южному Тиролю
Опционное соглашение по Южному Тиролю (нем. Option in Südtirol, итал. Opzioni in Alto Adige) — соглашение, относящееся к периоду между 1939 и 1943 годами, когда коренному немецкоязычному населению Южного Тироля и трех коммун в провинции Беллуно была предоставлена возможность либо эмигрировать в соседнюю нацистскую Германию (частью которой была и Австрия после аншлюса 1938 года), либо остаться в фашистской Италии и насильственно интегрироваться в господствующую итальянскую культуру, тем самым теряя свой язык и культурное наследие. Более 80 % немецкоязычного населения данных регионов решило переехать в Германию.

## Предпосылки
Регион Южный Тироль стал местом спорных взаимных претензий и конфликтов между немецкими и итальянскими националистами. Один из ведущих основателей итальянского национализма, Джузеппе Мадзини, наряду с Этторе Толомеи, утверждал, что немецкоязычное население Южного Тироля на самом деле было в основном германизированным населением римского происхождения, которое необходимо «освободить и вернуть к своей законной культуре».
Южная часть Тироля, переименованная в «провинцию Больцано», была частью Италии с конца Первой мировой войны. После становления фашизма в 1922 году политика итальянизации в этом регионе осуществлялась безжалостно. Все места, вплоть до самой маленькой деревушки, получили итальянские названия, и даже немецкие фамилии были переведены на итальянский язык. Данный процесс усилился в 1930-х годах, когда правительство Бенито Муссолини призвало тысячи южных итальянцев перебраться в регион, в преднамеренной попытке привести коренное немецкоязычное население к статусу меньшинства.
Между 1928 и 1939 годами в провинции были сформированы различные группы сопротивления, чтобы бороться с фашистским итальянским режимом и его политикой подавления немецкого языка. Детей обучали запрещенному немецкому языку в подпольных катакомбных школах, а католические СМИ и ассоциации сопротивлялись насильственной интеграции под защитой Ватикана. Подпольное движение сопротивления, Völkischer Kampfring Südtirols, было сформировано членом нацистской партии Петером Хофером.

## Опцион для Германии
В июне 1939 года в Берлине прошли переговоры о судьбе населения Южного Тироля. 21 октября 1939 года Адольф Гитлер и Муссолини достигли соглашения об ассимиляции этнических немецких меньшинств в регионе. Члены этих двух языковых сообществ должны были до 31 декабря 1939 года выбирать между тем, чтобы остаться в Италии и лишиться всех прав меньшинства, или эмигрировать в нацистскую Германию, это стало так называемым «Option für Deutschland» (опционом для Германии).
85 %-90 % населения выбрали эмиграцию; они объединились в Arbeitsgemeinschaft der Optanten für Deutschland (Ассоциация Оптантенов для Германии). Тех, кто решил остаться, называли Даблайберами (нем. Dableiber), в основном они объединились вокруг местных католических священников. Даблайберы были осуждены как предатели, в то время как Оптантены (нем. Optanten) были опорочены как нацисты. Данное решение разрушило многие семьи, и развитие экономики провинции было отложено на многие годы.
Первые семьи покинули свою родину в 1939 году, и к 1943 году в общей сложности эмигрировало около 75 000 южнотирольцев, из которых 50 000 вернулись назад после войны.
Arbeitsgemeinschaft der Optanten für Deutschland (ADO) стала ассоциацией для немецкоговорящих, которые решили эмигрировать в Германию, а не остаться в Южном Тироле. Ассоциация была основана 30 января 1940 года. Петер Хофер взял на себя её руководство.

## Немецкая оккупация
В сентябре 1943 года вермахт оккупировал провинцию, а 10 сентября 1943 года была создана Операционная зона альпийских предгорий (ОЗАП). Она вскоре была распущена и присоединена к немецким народным группам. Петер Хофер был выбран в качестве фольксгруппенфюрера. Некоторые её члены присоединились к Южнотирольскому добровольческому отряду и были причастны к уничтожению еврейского населения в Мерано.
Они также попытались арестовать бегущих итальянских солдат и нападали на тех, кто решил остаться, хотя это было прямо запрещено властями Третьего рейха. Переселение людей и полная итальянизация района так и не были полностью завершены.

## Последствия
Большинство эмигрировавших людей вернулось на свою малую родину в 1945 году. Несмотря на усилия Австрии, Южный Тироль оставался частью Италии после Второй мировой войны, и многие решили получить итальянское гражданство после Соглашения Грубера-Де Гаспери от сентября 1946 года, названного в честь министра иностранных дел Австрии (Карл Грубер) и премьер-министра Италии (Альчиде де Гаспери). Они договорились о том, чтобы регион Трентино-Альто-Адидже/Зюдтироль оставался частью Италии, а та должна была обеспечивать его автономию. Те, кто вернулся, должны были зарегистрировать и себя, и своих детей, а также доказать с помощью свидетельства о рождении, что они имеют право на итальянское гражданство.
После 1945 года ни одного лидера ОЗАП не судили за преступления (Петер Хофер был убит во время бомбардировки союзников). Только недавно историки начали исследовать этот период в истории Южного Тироля.
По данным переписи 2001 года, более двух третей (69,4 %) населения провинции говорят на немецком языке, 26,3 % — на итальянском и 4,3 % — на ладинском в качестве родного языка.